# باشگاه والیبال نیلوفر بلدیه اسپور
باشگاه والیبال نیلوفر بلدیه اسپور، نماینده شهر بورسا در لیگ ترکیه است. این باشگاه در سال ۱۹۹۹ در منطقه نیلوفر تأسیس شد. این تیم بازی‌های خانگی خود را در سالن ورزشی آتاتورک بورسا برگزار می‌کند.